# Pierre II de Courtenay
Pierre II de Courtenay (vers 1165 – 1219) est un important seigneur du Moyen Âge central. D'abord seigneur de Courtenay (1183 – 1219) puis comte de Nevers (1184 – 1193), d'Auxerre et de Tonnerre (1185 – 1219), il devient par la suite empereur latin de Constantinople (1216 – 1219). 
Il est fils de Pierre de France, seigneur de Courtenay, et d'Élisabeth de Courtenay.

## Biographie
Il succède à son père dans la seigneurie de Courtenay et son cousin le roi Philippe II Auguste, qui l'apprécie ainsi que sa fidélité, lui fait épouser en 1184 Agnès, héritière des comtés de Nevers, d'Auxerre et de Tonnerre. L'année suivante, il en devient le comte, à la mort de son beau-frère Guillaume V de Nevers.
Il s'engage dans la troisième croisade aux côtés du roi Philippe Auguste et du roi d'Angleterre Richard Cœur de Lion, et revient en France au cours de l'année 1193. Bien que sa première épouse, Agnès Ire de Nevers, soit décédée en 1192 ou au début du mois de février 1193 laissant une fille, Mathilde, Pierre conserve le comté de Nevers, d'Auxerre et de Tonnerre. Il se remarie en 1193 avec Yolande de Hainaut, fille de Baudouin VIII, comte de Flandre et de Hainaut, et de Marguerite Ire de Flandre, tandis qu'il fiance sa fille Mathilde avec son beau-frère Philippe Ier de Hainaut, comte de Namur.
En 1196, il doit faire face à la rébellion de son beau-frère Guillaume de Brienne qui, à la tête d'une armée champenoise, ravage ses terres de l'Auxerrois et assiège Vézelay (Pierre a fait fortifier Auxerre d'une deuxième enceinte en 1193).
En 1199, une guerre l'oppose à l'un de ses vassaux, Hervé IV de Donzy. Battu à Cosne-sur-Loire, Pierre est fait prisonnier et n'est libéré qu'en échange du mariage d'Hervé avec Mathilde de Courtenay et de la cession du comté de Nevers. À titre viager, Pierre garde les comtés d'Auxerre et de Tonnerre.
Le 15 octobre 1212, son beau-frère Philippe de Hainaut, marquis de Namur, meurt en désignant sa sœur Yolande, femme de Pierre, pour lui succéder. Ces derniers désignent rapidement leur fils aîné Philippe, pour assurer la régence du marquisat,.
Le 16 juin 1216 c'est un autre beau-frère, Henri de Hainaut, second empereur latin de Constantinople, qui meurt. Les barons de l'empire proposent alors le trône au roi André II de Hongrie, neveu du défunt, qui le refuse, puis à Pierre de Courtenay, qui l'accepte. En effet, il ne peut espérer à la cour de France qu'un rôle de second plan en raison de son rang et de ses possessions, et cette élection lui offre une chance de s'élever. Il reçoit les ambassadeurs à Courson-les-Carrières et vend ou engage une partie de ses domaines pour financer son expédition. Il se rend à Rome où il souhaite se faire couronner par le pape Honorius III, mais ce dernier est réticent, car il ne veut pas empiéter sur les droits du patriarche de Constantinople et craint que les empereurs suivants profitent de ce précédent pour émettre des prétentions sur Rome et l'empire d'Occident. Aussi Pierre et Yolande ne sont pas sacrés dans la basilique Saint-Pierre, mais dans celle de Saint-Laurent qui se trouve hors des murs de Rome.
Pour défendre son empire, il ne réussit à réunir que cinq mille hommes. Pour les convoyer, il s'adresse aux Vénitiens qui lui demandent de s'emparer de Durazzo, occupée par Théodore Ange Comnène Doukas, despote d'Épire. Pendant que son épouse Yolande se rend directement à Constantinople, Pierre et les Vénitiens assiègent Durazzo, mais la ville, très bien défendue et suffisamment ravitaillée, résiste. Comme le siège de la ville est un échec, les Vénitiens refusent de transporter son armée à Constantinople et Pierre décide de rejoindre Salonique par la voie terrestre. Il négocie le libre passage avec Théodore Ange, mais ce dernier l'attaque, détruit une partie de son armée et le capture. Il resta emprisonné pendant deux ans jusqu'à sa mort, annoncée en 1219.
Qualifié par les chroniqueurs d'emporté, chaud et violent et qui ne pouvait s'empêcher de se conduire avec impétuosité allant jusqu'à des extrémités fâcheuses envers les évêques et les églises, il a régulièrement été excommunié.

## Mariages et enfants
De sa première épouse Agnès Ire, comtesse de Nevers, d'Auxerre et de Tonnerre, il a eu :
- Mathilde (° 1188 † 1257), comtesse de Nevers, d'Auxerre et de Tonnerre, mariée en 1199 à Hervé IV de Donzy, puis en 1226 à Guigues IV de Forez († 1241).

De sa seconde épouse Yolande de Hainaut, impératrice de Constantinople, il a eu :
- Marguerite (° 1194 † 1270), mariée à Raoul Ier, comte d'Issoudun puis d'Eu († 1219), puis Henri Ier, comte de Vianden ;
- Philippe II (° 1195 † 1226), margrave de Namur, mort de maladie pendant la croisade contre les Albigeois ;
- Sibylle (° 1197 † 1210), nonne ;
- Élisabeth (° 1199 † apr. 1269), mariée à Gaucher, fils de Milon IV, comte de Bar-sur-Seine, puis en 1220 à Eudes de Bourgogne, seigneur de Montagu ;
- Yolande (° 1200 † 1233), mariée en 1215 à André II de Hongrie (° 1176 † 1235), roi de Hongrie ;
- Robert (° 1201 † 1228), empereur latin de Constantinople. Il perd presque tous les territoires conquis par son frère Henri. Épouse Eudoxie fille de Baudouin de Neuville ;
- Agnès (° 1202 † apr. 1247), mariée en 1217 à Geoffroy II de Villehardouin († 1246), prince de Morée ;
- Marie (° 1204 † 1222), mariée en 1219 à Théodore Ier Lascaris († 1222), empereur de Nicée ;
- Henri (° 1206 † 1229), marquis de Namur ;
- Éléonore (° 1208 † 1230), mariée à Philippe Ier de Montfort († 1270), seigneur de Castres ;
- Constance (° 1210), nonne à Fontevrault ;
- Baudouin II (° 1218 † 1273), empereur latin de Constantinople. Il en est chassé par Michel VIII Paléologue le 25 juillet 1261. Épouse en 1234 Marie de Brienne fille de Jean Ier co-empereur de Jérusalem et roi de Jérusalem.